# (272) Antonia
(272) Antonia es un asteroide perteneciente al cinturón de asteroides descubierto el 4 de febrero de 1888 por Auguste Honoré Charlois desde el observatorio de Niza, Francia.
Se desconoce la razón del nombre.